# 比里奇鎮區 (密蘇里州諾克斯縣)
比里奇鎮區（英語：Bee Ridge Township）是位於美國密蘇里州諾克斯縣的一個行政鎮區。

## 地方資料
比里奇鎮區的面積為94.45平方千米，當中陸地面積為93.98平方千米，而水域面積為0.47平方千米。根據2020年美國人口普查的數據，當地共有人口143人，而人口密度為每平方千米1.51人。